# Tokelauanska
Tokelauanska är ett polynesiskt språk i den malajo-polynesiska grenen av den austronesiska språkfamiljen. Tokelauanska talas av de ungefär 1 700 invånarna i Tokelau, samt av omkring 2 900 personer i Nya Zeeland. Ett av språkets närmaste släktspråk är samoanska.

## Fonologi och ortografi

### Vokaler
|              | Främre | Bakre |
| ------------ | ------ | ----- |
| Sluten       | i      | u     |
| Mellansluten | e      | o     |
| Öppen        | a      |       |

Alla vokaler kan realiseras som båda korta och långa. 
Källa:

### Konsonanter
Tonade och tonlösa konsonanter är separerade med |-tecken så att den tonlösa finns till vänster. 
|             | Bilabial | Labiodental | Alveolar | Velar  | Glottal |
| ----------- | -------- | ----------- | -------- | ------ | ------- |
| Nasal       | m        |             | n        |        |         |
| Klusil      | p        |             | t        | k \| g |         |
| Frikativ    |          | f \| v      |          |        | h       |
| Approximant |          | l           |          |        |         |

Källa:

### Ortografi
Tokelauanska skrivs med latinska alfabet. Långa vokaler markeras med makron (t.ex. ā: [aː]). Skrivsystemet innehåller följande bokstäver: A, E, I, O, U, F, G, K, L, M, N, P, H, T, V..

## Tokelauanska i samhälle
Den första Bibeln på tokelauanska förväntas publiceras i sin helhet år 2021. Själva översättningsprocessen har tagit 23 år och har övervakats av Ioane Teao. I kyrkorna har man traditionellt använt samoanska, vilket kommer att förändras när hela Bibelöversättningen färdigställs. Den nya Bibeln kommer att vara baserad på den engelska och samoanska Bibeln.
En årlig festlighet är det tokelauanska språkets vecka (engelska: Tokelau Language Week, tokelauanska: Te vāiaho o te gagana Tokelau) som firas för att utöka medvetandet om språket och den tokelauanska kulturen. Under veckan lär den äldre generationen ut traditioner till yngre generationer.